# Ireneusz Raś

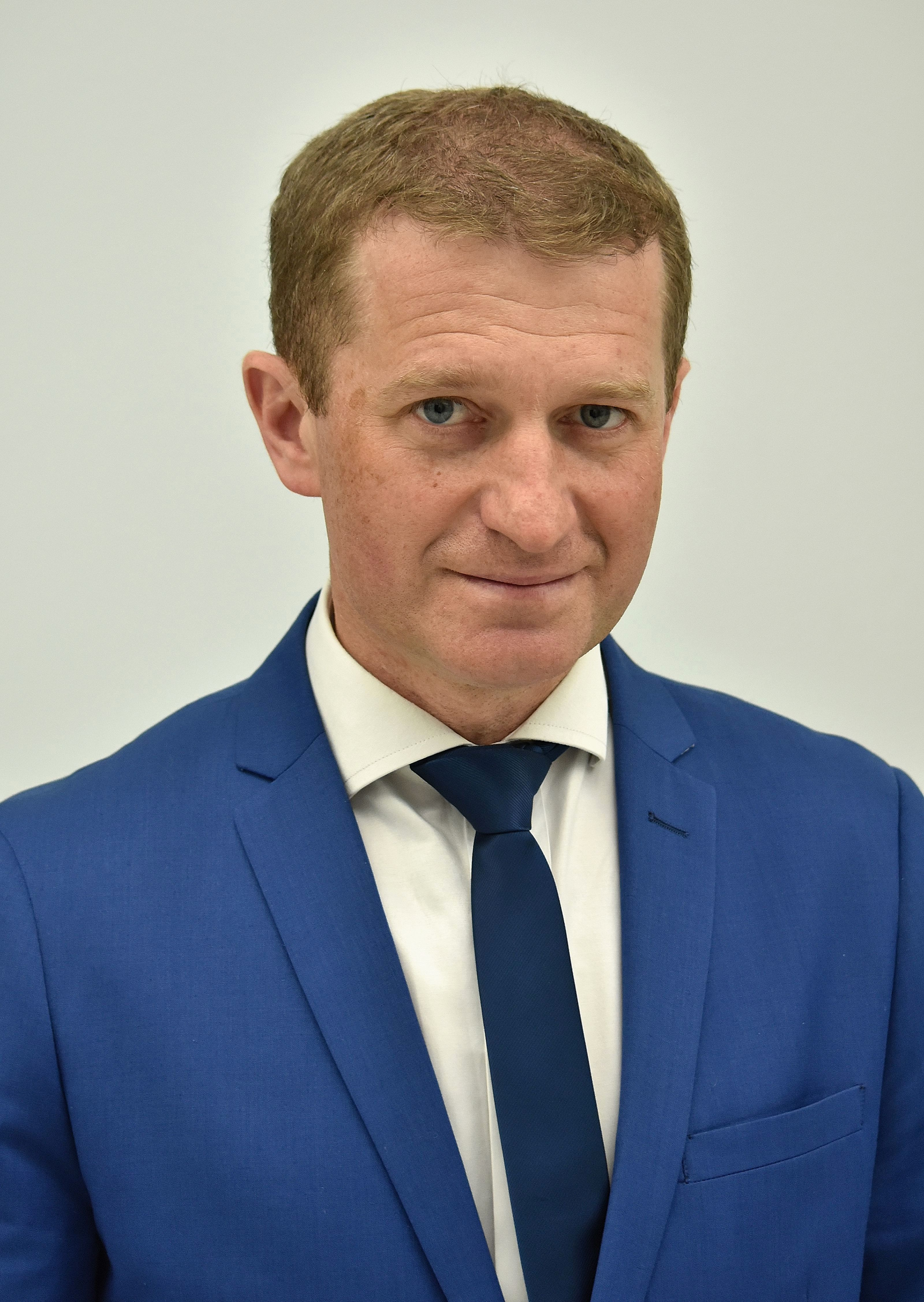
Ireneusz Raś (2015)

Ireneusz Jacek Raś (* 30. September 1972 in Proszowice) ist ein polnischer Politiker der Platforma Obywatelska (Bürgerplattform). 
Ireneusz Raś schloss ein Geschichtsstudium an der Päpstlichen Theologischen Hochschule ab (Papieska Akademia Teologiczna, heute Uniwersytet Papieski Jana Pawła II in Krakau).
1998 wurde er Mitglied eines Stadtteil-Rates von Krakau und später Vorsitzender des Rates. 1999 bis 2002 war er Direktor in der Kanzlei des Krakauer Stadtpräsidenten Andrzej Maria Gołaś.
2002 bis 2005 war Raś als Vertreter der Partei Prawo i Sprawiedliwość (Recht und Gerechtigkeit) Mitglied des Stadtrates von Krakau. Bei den Parlamentswahlen 2005 trat er für die Bürgerplattform an und konnte im Wahlkreis 13 Krakau mit 6.690 ein Mandat für den Sejm erringen. Bei den vorgezogenen Wahlen zwei Jahre darauf konnte er ebenfalls, mit 15.808 Stimmen, einen Sitz im Sejm erlangen. Am 22. Mai wurde er zusätzlich zum Vorsitzenden der Bürgerplattform für Kleinpolen gewählt.
Ireneusz Raś ist verheiratet.